# Prosenice
Prosenice (deutsch Prossenitz) ist eine Gemeinde in Tschechien. Sie liegt vier Kilometer nordöstlich von Přerov und gehört zum Okres Přerov. Die Gemeinde entstand 1948 durch den Zusammenschluss von Velké Prosenice und Malé Prosenice.

## Geographie
Prosenice befindet sich 300 m rechtsseitig der Bečva in der Mährischen Pforte. Das Dorf erstreckt sich rechts des Baches Prosenický potok bis zu dessen Einmündung in den Strhanec. Südwestlich des Ortes speist der Strhanec den Teich Draždíř. Am nördlichen Ortsrand verläuft die Staatsstraße I/47 zwischen Přerov und Lipník nad Bečvou. Knapp zwei Kilometer nördlich des Ortes liegt die Bahnstrecke Přerov – Hranice.
Nachbarorte sind Radvanice im Norden, Hliníky und Osek nad Bečvou im Nordosten, Oldřichov und Sušice im Osten, Radslavice und Grymov im Südosten, Kozlovice im Süden, Lýsky im Südwesten, Vinary und Čekyně im Westen sowie Sobíšky und Buk im Nordwesten.

## Geschichte
Archäologische Funde belegen eine Besiedlung des Gemeindegebietes seit der Bronzezeit. Das heutige Dorf wurde wahrscheinlich im 11. oder 12. Jahrhundert gegründet. Die Ersterwähnung des Ortes Prosinic erfolgte am 3. November 1275 in einer durch Zášit von Kurovice im Auftrag Ottokar II. Přemysls erstellten Grenzurkunde zwischen den Gütern des Klosters Hradisko und der Stadt Olmütz. Ab 1349 wurde das Dorf als Prosyenicz, ab 1358 als Prossenicz und 1368 als Prosynicz bezeichnet. Besitzer des Gutes waren bis zur zweiten Hälfte des 14. Jahrhunderts die Vladiken von Prossenicz. Im Jahre 1374 verkauften Ulrich und Peter von Prossenicz das Dorf Prozenicz einschließlich der zugehörigen Mühle und Wälder an Nikolaus und Hynko von Naklo. Die Herren von Naklo ließen am Platz Ve valech eine Feste errichten. Weitere Formen des Ortsnamens waren Prostynicz (1389), Prossenicze (1406) und Prosenice (1480). Zu Beginn des 15. Jahrhunderts entstand linksseitig des Prosenický potok ein weiteres Dorf, das 1437 erstmals nachweisliche Prossinek. Nach den Herren von Naklo wechselten bis zum Ende des 15. Jahrhunderts die Besitzer des Gutes häufig. Im Jahre 1498 erwarb Wilhelm II. von Pernstein Prossenicze und schlug das Gut seiner Herrschaft Helfenstein zu. Ab 1517 wurde der Ort Velké Prosenice, ab 1671 Gross Prussenitz, 1672 Magnum Prosenitz, ab 1678 Groß Prossenitz, 1771 Prosenitium Majus, ab 1836 Hrubé Prosenice, 1847 Velká Prosenice und 1863 Magno Prosenicium genannt. Nachfolgende Grundherren waren ab 1554 die Herren von Ludanitz, ab 1580 Peter Wok von Rosenberg und ab 1592 die Herren von Würben auf Freudenthal. Georg von Würben und Freudenthal verlegte zu Beginn des 17. Jahrhunderts den Sitz der Herrschaft auf sein neues Schloss Leipnik. Sein Besitz wurde nach der Schlacht am Weißen Berg konfisziert und an Kardinal Franz Seraph von Dietrichstein verkauft. Die Matriken wurden seit 1629 in Přerov, ab 1661 in Předmostí und seit 1786 in Velké Prosenice geführt. Schulort war bis zur Einweihung der Schule in Velké Prosenice im Jahre 1787 Předmostí. Die Kaiser Ferdinands-Nordbahn nahm am 15. August 1842 den Verkehr zwischen Prerau und Leipnik auf, jedoch rollten die Züge an Velké Prosenice vorbei. Bis zur Mitte des 19. Jahrhunderts blieb Velké Prosenice immer den Fürsten von Dietrichstein auf Leipnik untertänig.
Nach der Aufhebung der Patrimonialherrschaften bildeten Velké Prosenice/Groß Prossenitz und Malé Prosenice/Klein Prossenitz eigenständige Gemeinden in der Bezirkshauptmannschaft Mährisch Weißkirchen. Im Jahre 1855 wurden beide Gemeinden dem Bezirk Leipnik und 1868 wieder dem Bezirk Mährisch Weißkirchen zugeordnet. In den Jahren 1857–1858 entstand ein neues Schulgebäude. Erst 1891 wurde auf dem Kataster von Malé Prosenice ein Haltepunkt an der Kaiser Ferdinands-Nordbahn eingerichtet, der 1897 zum Bahnhof ausgebaut wurde. Um den Bahnhof, von dem ein Anschlussgleis zur 1881 gegründeten Zuckerfabrik Malé Prosenice führte, entstand die Bahnhofssiedlung. 1890 wurde in Velké Prosenice ein Postamt und 1895 ein Telegraphenamt eingerichtet. 1899 bildete sich eine Bäuerliche Molkereigenossenschaft. Zwischen 1902 und 1907 erfolgte die Regulierung der Bečva, dabei wurden die zahlreichen Mäander abgeworfen. Die Freiwillige Feuerwehr entstand 1906. Im Jahre 1910 bildete sich eine Genossenschaft zur Konsumtion von Elektroenergie, den Strom lieferte das Kraftwerk der Peterka-Mühle. Im Jahre 1939 wurde die Schule in Velké Prosenice für einen zweiklassigen Unterricht aufgestockt. Am 26. November 1948 wurden die Gemeinden Velké Prosenice und Malé Prosenice zu einer Gemeinde Prosenicevereinigt. Malé Prosenice hatte zu dieser Zeit 590 und Velké Prosenice 443 Einwohner. Der Ortsteil Velké Prosenice erhielt dabei den neuen Namen Prosenice und Malé Prosenice wurde zu Proseničky. Seit 1949 gehört Prosenice zum Okres Přerov. In den 1950er Jahren entstand am südöstlichen Ortsausgang ein großer Kuhstallkomplex. Die Gemeinde hatte in der Mitte der 1960er Jahre fast 1200 Einwohner. Danach setzte ein Einwohnerrückgang ein, der auf den Beginn des industriellen Wohnungsbaus in der Bezirksstadt Přerov zurückzuführen ist. 1970 lebten in Prosenice 1041 Menschen. 1976 wurden die Gemeinden Buk, Radvanice, Sobíšky und Zábeštní Lhota an dem Örtlichen Nationalausschuss (MNV) Prosenice angeschlossen. Proseničky verlor 1983 den Status eines Ortsteiles. Radvanice, Sobíšky und Zábeštní Lhota wurden 1984 gänzlich nach Prosenice eingemeindet. Radvanice, Sobíšky und Zábeštní Lhota lösten sich 1990 wieder los und bildeten eigene Gemeinden. Seit 1995 führt Prosenice ein Wappen und Banner. Im Jahre 1997 war das Dorf von einem Hochwasser der Bečva betroffen. Beim Zensus von 2001 lebten in Prosenice 837 Personen.

## Gemeindegliederung
Für die Gemeinde Prosenice sind keine Ortsteile ausgewiesen. Die Gemeinde Prosenice besteht aus den Ansiedlungen Prosenice (Groß Prossenitz), Proseničky (Klein Prossenitz) und U nádraží.

## Sehenswürdigkeiten
- Kirche Johannes des Täufers und Antonius von Padua, erbaut 1787–1788
- Glockenturm in Proseničky, er wurde zwischen 1995 und 1996 rekonstruiert
- Nischenkapelle